# Cotorca, Buzău
Cotorca (denumit și Cotorca Mică, pentru a se deosebi de un alt sat din apropiere denumit Cotorca) este un sat în comuna Glodeanu-Siliștea din județul Buzău, Muntenia, România.
La sfârșitul secolului al XIX-lea, satul Cotorca constituia o comună separată, având 730 de locuitori și 154 de case; în ea funcționau o moară cu aburi, o stână, o biserică și o școală cu 35 de elevi (din care o singură fată). Satul fusese reconstruit după Războiul Ruso-Turc din 1806–1812, dar a fost grav afectat de un alt incendiu în 1855. În 1925, comuna a fost desființată, satul trecând la comuna Glodeanu-Siliștea.